# Stephens Island (Nieuw-Zeeland)
Stephens Island is een eiland in de Grote Oceaan. Het eiland is gelegen twee kilometer ten noorden van D'Urville Island in de Straat Cook, tussen de twee hoofdeilanden van Nieuw-Zeeland. Het werd voor het eerst beschreven door Abel Tasman in 1642.
De Stephens-eilandrotswinterkoning was ooit endemisch op dit eiland, tot de soort werd uitgeroeid door de kat van de vuurtorenwachter.